# Санш IV Гарсия
Санш IV Гарсия (баск. Antzo Gartzia, гаск. Sans Gassia, фр. Sanche Garsie; умер около 950/955) — герцог Гаскони с около 930 года, сын герцога Гарсии II Санша.

## Биография

### Правление
Во время правления Санша IV власть герцога в Гаскони сильно уменьшилась, поскольку по завещанию его отца, герцога Гарсии II, герцогство было разделено на три части. Санш IV получил графство Гасконь, включавшее владения в современном французском департаменте Ланды, в том числе виконтства Ломань, Геварре, Турсан и Брюлуа, а также герцогский титул, однако власть его оказалась ограничена только личными владениями. Из его братьев Гильем получил графство Фезансак, от которого позже отделилось графство Арманьяк, а Арно Ноннат — графство Астарак.
О правлении Санша известно мало. В 932 году, по сообщению Флодоарда, некий «Луп Аснар Гасконский» вместе с графами Эрменголом Руэргским и Раймундом Понсом Тулузским признали себя вассалами короля Западно-Франкского королевства Рауля. Историк Арчибальд Льюис отождествляет этого Лупа Аснара с Саншем IV.
Умер Санш в период между 950 и 955 годами. Ему последовательно наследовали два его сына.

### Брак и дети
Имя жены Санша неизвестно. На основании одного документа из картулярия Оша историками делается вывод о том, что дети Санша, наследовавшие ему, были незаконнорождёнными. Х. де Журден предполагал, что жена Санша приходилась ему близкой родственницей и церковь не дала разрешения на брак, поэтому все дети и считались незаконнорождёнными. Дети:
- Гарсия
- Санш (Санчо) V (ум. ок. 961), герцог Гаскони с ок. 950/955
- Гильом II (ум. 996), герцог Гаскони с ок. 961
- Гомбо (ум. после 998), архиепископ Бордо с 989
- Удальрих
- Жомбо (ум. после 978)
- Асибелла; муж: Луп Гарсия
- Люсия

Согласно исследованиям Ж. Жургена, сыновьями Гарсии II также были:
- Аманье Санше, родоначальник родов виконтов де Безом и сеньоров д’Альбре
- Анер (Азнар) I Санше, родоначальник родов виконтов Олорона, Дакса, Турсана и Габардана
- Донат Санше, родоначальник рода виконтов де Ломань, из которого позже произошёл второй дом д'Арманьяк

Также возможно, что у Санша был ещё один сын, неизвестный по имени, оставивший двух сыновей Гарсию и Гильема.